# Kostel Panny Marie Bolestné (Mutná)
Římskokatolický kostel Panny Marie Bolestné neboli Montserrat je poutní kostel stojící na zalesněném kopci u Mutné nedaleko Slavonic, jižně od obce Cizkrajov. Název dostal podle známého katalánského poutního místa Montserrat. Jde o filiální kostel římskokatolické farnosti Cizkrajov.
Kostel je chráněn jako kulturní památka České republiky.

## Popis a historie
Původně kaple vystavěná roku 1651 byla roku 1660 rozšířena, protože stále nedostačovala množství příchozích poutníků. Vznik kaple inicioval majitel velkostatku v blízkém Bolíkově rytíř Bartoloměj Tannzoll – Zill. Za své uzdravení z bitvy ve třicetileté válce vykonal pouť do Montserratu a rozhodl se postavit doma kapli, do které umístil sochu zvanou La Moreneta – Černá madona (Mare de Déu de Montserrat).
Roku 1712 pak byla kaple přestavěna na kostel. Ten byl sice v roce 1785 z rozkazu Josefa II. zbořen, avšak v roce 1858 začaly práce na stavbě nového kostela, které byly slavnostně zakončeny roku 1865. Projekt na obnovu poutního kostela Montserrat tehdy vypracoval Michael Angelo Picchioni, tehdejší majitel panství a zámku Český Rudolec. Exteriér kostela byl podle jeho projektu upraven do novorománské podoby. Na hlavní oltář byla z cizkrajovského farního kostela přenesena původní polychromovaná socha Panny Marie Montserratské z lipového dřeva a kostel se opět stal poutním místem především německy mluvících obyvatel regionu. Ročně se zde slavilo až 100 poutních mší; počet poutníků výrazně poklesl po odsunu německých občanů z pohraničí.
Dnes je kostel je otevřen pouze v době mší svatých a poutí, jejichž hlavní sezona je od května do října vždy třetí sobotu v měsíci. Kromě toho lokalita patří i mezi oblíbené turistické cíle.